# Seznam obcí Oravské župy
Toto je seznam obcí ležících na území bývalé Oravské župy. Obce jsou rozděleny podle současných okresů a uvedené pod současným jménem.

## Okresy, města a obce v současnosti

### Slovenská Orava
Okres Dolný Kubín
- Města: Dolný Kubín
- Obce: Bziny, Dlhá nad Oravou, Horná Lehota, Chlebnice, Istebné, Jasenová, Kraľovany, Krivá, Leštiny, Malatiná, Medzibrodie nad Oravou, Oravská Poruba, Oravský Podzámok, Osádka, Párnica, Pokryváč, Pribiš, Pucov, Sedliacka Dubová, Veličná, Vyšný Kubín, Zázrivá, Žaškov

Okres Námestovo
- Města:Námestovo
- Obce: Babín, Beňadovo, Bobrov, Breza, Hruštín, Klin, Krušetnica, Lokca, Lomná, Mútne, Novoť, Oravská Jasenica, Oravská Lesná, Oravská Polhora, Oravské Veselé, Rabča, Rabčice, Sihelné, Ťapešovo, Vasiľov, Vavrečka, Zákamenné, Zubrohlava

Okres Ružomberok
- Obce:Valaská Dubová

Okres Tvrdošín
- Města: Trstená, Tvrdošín
- Obce: Brezovica, Čimhová, Habovka, Hladovka, Liesek, Nižná, Oravský Biely Potok, Podbiel, Suchá Hora, Štefanov nad Oravou, Vitanová, Zábiedovo, Zuberec

### Polská Orava
- Města: Jabłonka (Jablonka)
- Obce: Podwilk (Podvlk), Zubrzyca Dolna (Nižná Zubrica), Harkabuz (Harkabus), Chyżne (Chyžné), Lipnica Mała (Malá Lipnica), Lipnica Wielka (Velká Lipnice), Orawica (Oravice), Przywarówka (Privarovka), Zubrzyca Górna (Vyšná Zubrica), Orawka (Oravka), Piekielnik (Pekelník)